# Xã Logan, Quận Smith, Kansas
Xã Logan (tiếng Anh: Logan Township) là một xã thuộc quận Smith, tiểu bang Kansas, Hoa Kỳ. Năm 2010, dân số của xã này là 37 người.